# Orpiment
L'orpiment és un mineral de la classe dels sulfurs. El terme prové del llatí auripigmentum (pigment auri o daurat) a causa del seu color groc profund.

## Característiques
L'orpiment és un mineral compost per arsènic i sofre. Té una duresa a l'escala de Mohs d'1,5 a 2 i un pes específic de 3,46. Fon entre 300 i 325 °C. Des del punt de vista òptic és biaxial amb índex de refracció a = 2,4, b = 2,81, g = 3,02. De coloració ataronjada groguenca, conté 60,91% d'arsènic, 39,09% de sofre i impureses de mercuri i germani. Cristal·litza en el sistema monoclínic amb formes gairebé ròmbiques. Generalment es presenta en masses laminars, de color groc, amb tonalitats ataronjades i en alguns casos verdoses per impureses. Té llustre resinós, i nacrat. Visualment és molt similar a la uzonita.
Segons la classificació de Nickel-Strunz, l'orpiment pertany a «02.FA: Sulfurs d'arsènic, àlcalis, sulfurs amb halurs, òxids, hidròxid, H₂O, amb As, (Sb), S» juntament amb els següents minerals: duranusita, dimorfita, pararealgar, realgar, alacranita, uzonita, laphamita, getchellita i wakabayashilita.

## Formació i jaciments
Es troba en tot el món, i es forma per sublimació en les fumaroles volcàniques, en fonts hidrotermals temperades, per canvis bruscos de temperatura i com a subproducte de la descomposició d'altres minerals arsenicals com el realgar per acció de la llum solar. Sol trobar-se associat a altres minerals com: estibina, realgar, guix, calcita, barita i arsènic.

## Usos
L'orpiment va ser un important element d'intercanvi comercial durant l'Imperi Romà i va tenir usos medicinals a la Xina, malgrat la seva alta toxicitat. Es va utilitzar com a verí volàtil i en pocions verinoses. A causa del seu cridaner color, va arribar a ser favorit dels alquimistes tant a la Xina com a Occident en la seva recerca per obtenir or. Durant segles se'l va explotar i es va processar com a pigment per a pintura, i en tal aplicació va ser un dels molt escassos grocs brillants i clars disponibles fins ben entrat el segle xix, tot i els problemes derivats de la seva toxicitat extrema i la seva incompatibilitat amb altres pigments basats en plom i coure, com l'atzurita. L'ús com a pigment va cessar amb el descobriment del groc de cadmi i altres colorants al segle xix.
En l'actualitat l'orpiment s'utilitza en la fabricació de vidre permeable a la radiació infraroja, teles especials, i linòleums. Com a pigment té aplicacions en semiconductors i fotoconductors i en la fabricació de focs d'artifici.